# Кикичев, Константин Тагирович
Константи́н Таги́рович Ки́кичев (род. 17 мая 1973, Москва) — российский продюсер, актёр, сценарист, режиссёр.

## Карьера
Карьера Константина Кикичева началась в 1998 году с продюсирования полнометражных фильмов и документального кино. С 1999 года продюсер театральных постановок «Русская рулетка», «Игрушечный рай». В 2006 году вместе с Вячеславом Муруговым основал продюсерскую компанию «Киноконстанта», где занял должность генерального директора. Данная компания производила проекты только для «СТС Медиа» и была выкуплена этим медиахолдингом в декабре 2007 года. По требованию покупателя перед сделкой все активы и сотрудники компании была переоформлены на новое юридическое лицо «Костафильм». С 2008 по 2011 год Кикичев оставался генеральным директором компании «Костафильм», ставшей дочерней компанией холдинга «СТС Медиа».
Член Академии Российского телевидения с 2010 года.
После слияния в июле 2011 года «Костафильм» с другой телепроизводственной компанией — «Сохо Медиа» — должен был стать генеральным продюсером объединившейся компании «Стори Фёрст Продакшн». Однако этого не произошло: Константин Кикичев возродил свою продюсерскую компанию «Киноконстанта», которая выпустила проекты «Осторожно: дети!», «Сватьи» и «Гнездо Кочета».

## Творческая деятельность

### Продюсер
1. 1998 — Хочу сниматься в кино
2. 1999 — Мальчишник по-русски
3. 2000 — 24 часа
4. 2001-2004 — Московская сага
5. 2006 — Сволочи
6. 2006-2011 — 6 кадров (1—6 сезоны)
7. 2006-2007 — Кадетство
8. 2006 — Папа на все руки
9. 2006-2009 — Слава Богу, ты пришёл! (1—4 сезоны)
10. 2007-2011 — Папины дочки (1—18 сезоны)
11. 2008-2010 — Ранетки
12. 2008 — Я лечу
13. 2009-2010 — Кремлёвские курсанты
14. 2009-2011 — Маргоша
15. 2010 — Стройбатя
16. 2011 — Новости
17. 2011 — Последний аккорд
18. 2011 — Физика или химия
19. 2013 — Осторожно: дети!
20. 2013 — Гнездо Кочета

Продюсер и автор идеи:
1. 2014-2015 — Сватьи
2. 2015 — Жизнь после жизни (премьера состоялась в 2017 году на канале 1+1)
3. 2020 — Небеса подождут (сериал)

### Актёр эпизодических ролей
1. 1997 — Учительница первая моя, или Мальчишник по-русски — парень в баре
2. 2000 — 24 часа
3. 2004 — Московская сага

### Режиссёр
1. Небеса подождут 2016-2021

## Награды
- ТЭФИ 2008 в номинации «Продюсер телевизионного художественного сериала» (за ситком «Папины дочки»)[5].